# Regionale raad van Mevo'ot HaHermon
De regionale raad van Mevo'ot HaHermon (Hebreeuws: מועצה אזורית מבואות החרמון) is een regionale raad in Israël.

## Gemeenschappen

#### Moshaven
- Amnon
- Beit Hillel
- Dishon
- Elifelet
- Kahal
- Margaliot
- Mishmar HaYarden
- Ramot Naftali
- Sde Eliezer
- She'ar Yashuv
- Yuval

#### Dorpen
- Karkom
- Korazim

Abu Basma · Alona · al-Batuf · Be'er Tuvia · Beit She'an Vallei · Bnei Shimon · Brenner · Bustan al-Marj · Centraal Arava · Drom HaSharon · Esjkol · Gan Raveh · Gederot · Gezer · Gilboa · Golan · Gush Etzion · Har Hebron · Hefervallei · Hevel Eilot · Hevel Modi'in · Hevel Yavne · Hof Ashkelon · Hof HaCarmel · Hof HaSharon · Jizreëlvallei · Emek HaYarden · Bik'at HaYarden · Lakhish · Lev HaSharon · Lodvallei · Lager Galilea · Ma'ale Yosef · Mateh Asher · Mateh Binyamin · Mateh Yehuda · Megiddo · Megilot · Menashe · Merhavim · Merom HaGalil · Mevo'ot HaHermon · Misgav · Nahal Sorek · Ramat HaNegev · Sha'ar HaNegev · Sdot Negev · Shafir · Shomron · Tamar · Hoger Galilea · Yoav · Zevoeloen